# Campionato del mondo di hockey su pista femminile
Il Campionato del Mondo di hockey su pista femminile (ingl. FIRS Women's Roller Hockey World Cup) è la massima competizione internazionale di hockey su pista per squadre nazionali femminili, ed è organizzata dalla Fédération Internationale de Roller Sports attraverso il Comité Internationale de Rink-Hockey, che è il comitato deputato a gestire tale disciplina.

Fu istituita nel 1992 anno in cui vide la sua prima edizione con il Canada come vincitrice. Il vincitore del torneo si fregia del titolo di campione del mondo per il biennio successivo alla vittoria.
Si sono tenute diciassette edizioni del torneo; campione in carica è la Spagna, che ha vinto l'edizione più recente, quella del 2024 in Italia. Sempre quella iberica è la nazionale più titolata, con otto affermazioni.

## Albo d'oro
| Anno          | Ospitante         | Finale primo posto | Finale primo posto | Finale primo posto | Finale terzo posto | Finale terzo posto | Finale terzo posto | Numero di squadre |
| Anno          | Ospitante         | Vincitore          | Risultato          | 2º posto           | 3º posto           | Risultato          | 4º posto           | Numero di squadre |
| ------------- | ----------------- | ------------------ | ------------------ | ------------------ | ------------------ | ------------------ | ------------------ | ----------------- |
| 1992 Dettagli | Springe           | Canada             | Girone unico       | Italia             | Nuova Zelanda      | Girone unico       | Paesi Bassi        | 12                |
| 1994 Dettagli | Tavira            | Spagna             | 5 - 3              | Canada             | Giappone           | 5 - 4              | Portogallo         | 19                |
| 1996 Dettagli | Sertãozinho       | Spagna             | 3 - 2              | Italia             | Portogallo         | 2 - 0              | Brasile            | 11                |
| 1998 Dettagli | Buenos Aires      | Argentina          | 3 - 1              | Portogallo         | Germania           | 2 - 1              | Brasile            | 14                |
| 2000 Dettagli | Marl              | Spagna             | 2 - 0              | Portogallo         | Argentina          | 2 - 0              | Germania           | 15                |
| 2002 Dettagli | Paços de Ferreira | Argentina          | 4 - 1              | Brasile            | Spagna             | 2 - 1              | Portogallo         | 16                |
| 2004 Dettagli | Wuppertal         | Argentina          | 3 - 1              | Brasile            | Spagna             | 4 - 3              | Portogallo         | 15                |
| 2006 Dettagli | Santiago del Cile | Cile               | 2 - 1 (dtr)        | Spagna             | Argentina          | 3 - 1              | Portogallo         | 16                |
| 2008 Dettagli | Honjō             | Spagna             | 3 - 1              | Portogallo         | Argentina          | 8 - 1              | Stati Uniti        | 12                |
| 2010 Dettagli | Alcobendas        | Argentina          | 5 - 1              | Francia            | Spagna             | 3 - 0              | Germania           | 16                |
| 2012 Dettagli | Recife            | Francia            | 3 - 2              | Spagna             | Colombia           | 1 - 0              | Portogallo         | 14                |
| 2014 Dettagli | Tourcoing         | Argentina          | 3 - 0              | Francia            | Cile               | 2 - 0              | Germania           | 14                |
| 2016 Dettagli | Iquique           | Spagna             | 3 - 2              | Portogallo         | Argentina          | 4 - 0              | Francia            | 13                |
| 2017 Dettagli | Nanchino          | Spagna             | 7 - 5              | Argentina          | Germania           | 3 - 0              | Cile               | 11                |
| 2019 Dettagli | Barcellona        | Spagna             | 8 - 5              | Argentina          | Cile               | 3 - 0              | Italia             | 14                |
| 2022 Dettagli | San Juan          | Argentina          | 3 - 0              | Spagna             | Portogallo         | 3 - 0              | Italia             | 12                |
| 2024 Dettagli | Novara            | Spagna             | 2 - 0              | Portogallo         | Argentina          | 9 - 0              | Italia             | 19                |

### Riepilogo vittorie per nazionale
| Numero | Nazionale | Anni                                           |
| ------ | --------- | ---------------------------------------------- |
| 8      | Spagna    | 1994, 1996, 2000, 2008, 2016, 2017, 2019, 2024 |
| 6      | Argentina | 1998, 2002, 2004, 2010, 2014, 2022             |
| 1      | Canada    | 1992                                           |
| 1      | Cile      | 2006                                           |
| 1      | Francia   | 2012                                           |

#### Medagliere
| Squadra       | 1º | 2º | 3º | Tot |
| ------------- | -- | -- | -- | --- |
| Spagna        | 8  | 3  | 3  | 14  |
| Argentina     | 6  | 2  | 5  | 13  |
| Francia       | 1  | 2  | 0  | 3   |
| Canada        | 1  | 1  | 0  | 2   |
| Cile          | 1  | 0  | 2  | 3   |
| Portogallo    | 0  | 5  | 2  | 7   |
| Brasile       | 0  | 2  | 0  | 2   |
| Italia        | 0  | 2  | 0  | 2   |
| Germania      | 0  | 0  | 2  | 2   |
| Colombia      | 0  | 0  | 1  | 1   |
| Giappone      | 0  | 0  | 1  | 1   |
| Nuova Zelanda | 0  | 0  | 1  | 1   |